# Brucerolis macdonnellae
Brucerolis macdonnellae är en kräftdjursart som först beskrevs av Menzies 1962.  Brucerolis macdonnellae ingår i släktet Brucerolis och familjen Serolidae. Inga underarter finns listade i Catalogue of Life.